# Obviously 5 Believers
Obviously 5 Believers ist ein Song von Bob Dylan, der 1966 auf seinem siebenten Studioalbum Blonde on Blonde erschienen ist.
Es handelt sich um einen elektrisch verstärkten Song, der als fetzige Rock-’n-’Roll-Nummer gespielt wird. Die Aufnahme wurde von Bob Johnston für Columbia Records produziert. Das Stück wurde im August 1966 auch als B-Seite der Single Just Like a Woman veröffentlicht.
Die Struktur des Stücks ist an den Chauffeur Blues von Memphis Minnie angelehnt. Textlich handelt es sich um ein Liebeslied, das mit skurrilen und surrealistischen Metaphern erzählt wird. Musikalisch wird es von der von Robbie Robertson gespielten Gitarre sowie von Charlie McCoys Mundharmonikaeinlagen und dem Schlagzeug von Kenny Buttrey vorangetrieben. Dylan selbst kennzeichnete das Stück als einen R&B-Song.
Die Aufnahme, die auf Blonde on Blonde zu hören ist, wurde in der Nacht vom 9. auf 10. März 1966 aufgenommen, als das Stück noch den Titel Black Dog Blues trug. Dylan beschwerte sich nach anfänglichen Problemen bei der Band mit den Worten, es handle sich doch um einen ganz einfachen Song und er wolle nicht zu viel Zeit mit ihm verbringen. Der Song wurde schließlich in vier Takes aufgenommen.